# Kees Otten (beeldhouwer)
Cornelius Bernardus Maria (Kees) Otten (Antwerpen, 3 januari 1939 – Amsterdam, oktober 1972) was een Nederlands kunstenaar van Belgische komaf.
Otten studeerde aan de Rijksakademie voor Beeldende Kunsten in Amsterdam en werkte enige tijd in het atelier van Leo de Vries. Otten leverde werken in hout, brons, aluminium en roestvast staal. Hij bouwde zijn werk veelal op uit losse elementen, die na voltooiing in elkaar gepast moesten worden. Zijn werken zijn dikwijls gefigureerd naar menselijke vormen. Hij stierf op jonge leeftijd.
In Amsterdam staat van hem in de openbare ruimte het beeld Paddenstoel/Paddestoel, dat pas in 1977 postuum geplaatst werd op een veldje aan de Aalbersestraat nabij de Van Karnebeekstraat in de wijk Geuzenveld. Rond 2011 werd het verplaatst naar de Troelstralaan in verband met de aanleg van de Van Tijenbuurt. Het stond daar recht tegenover de Poort van Constant van Constant Nieuwenhuijs. Ook qua uiterlijk staat het er recht tegenover. Daar waar de poort extreem hoekig is, heeft de paddenstoel overal ronde vormen. In 2021 is het kunstwerk weer teruggeplaatst op de hoek Aalbersestraat/De Savornin Lohmanstraat.
Otten ontwierp ook een plaquette ter nagedachtenis van Reina Prinsen Geerligs in de naar haar genoemde straat in de wijk Slotermeer (huisnummer 1, bij de hoek met de Theodorus Dobbestraat, naast het tunneltje).

## Tentoonstellingen
- 1969 - Ine Broerse, Amsterdam
- 1970 - Co-Jean, Scheveningen
- 1970 - Goois Scheppend Ambacht, Hilversum
- 1972 - De Rietstal, Arnhem
- 1972 - Galerie Rob Jurka, Amsterdam

postuum
- 1973/1974 - Fodor. Amsterdam (20 december 1973 - 20 januari 1974)

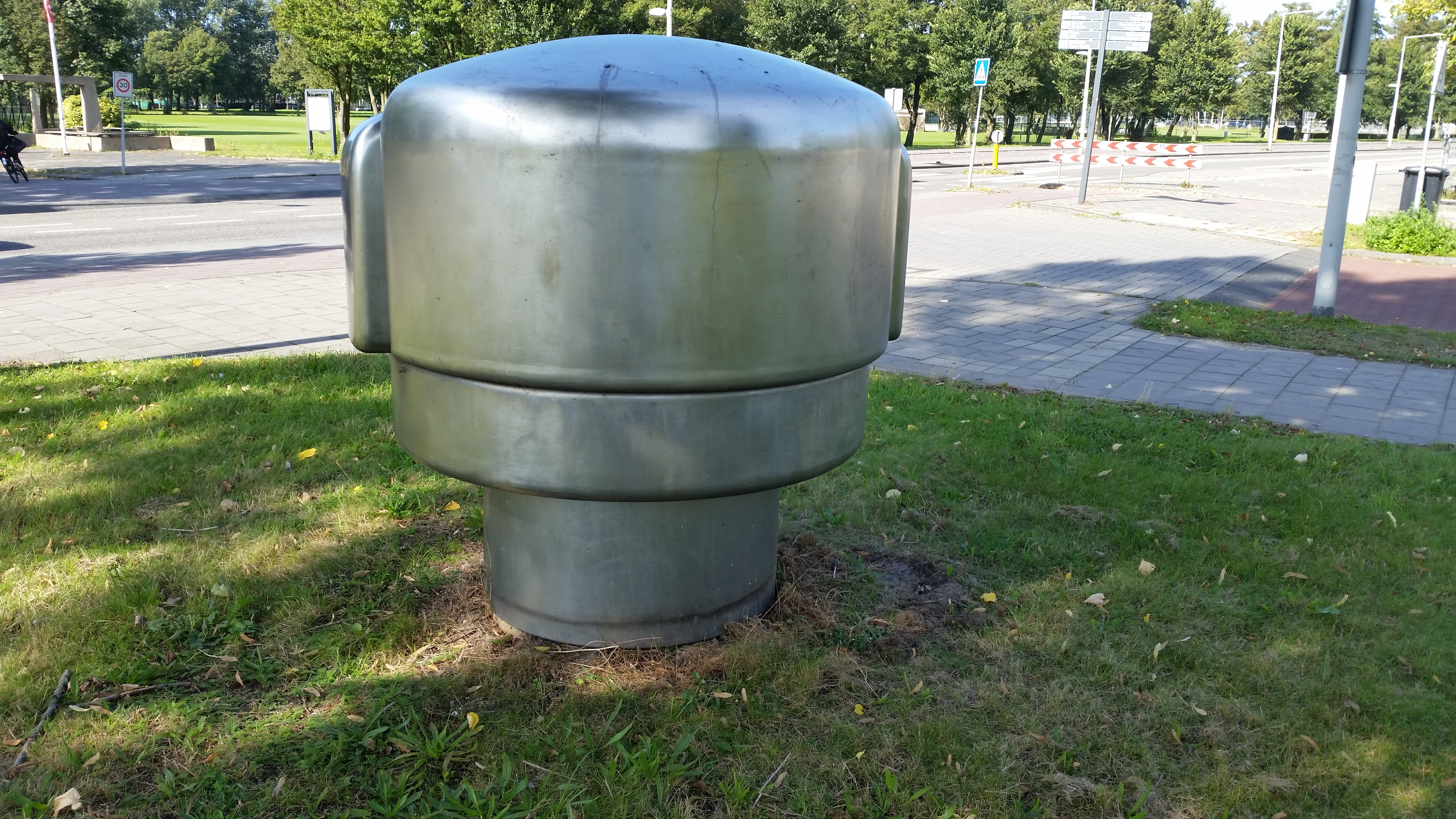
Paddenstoel/Paddestoel (september 2019)

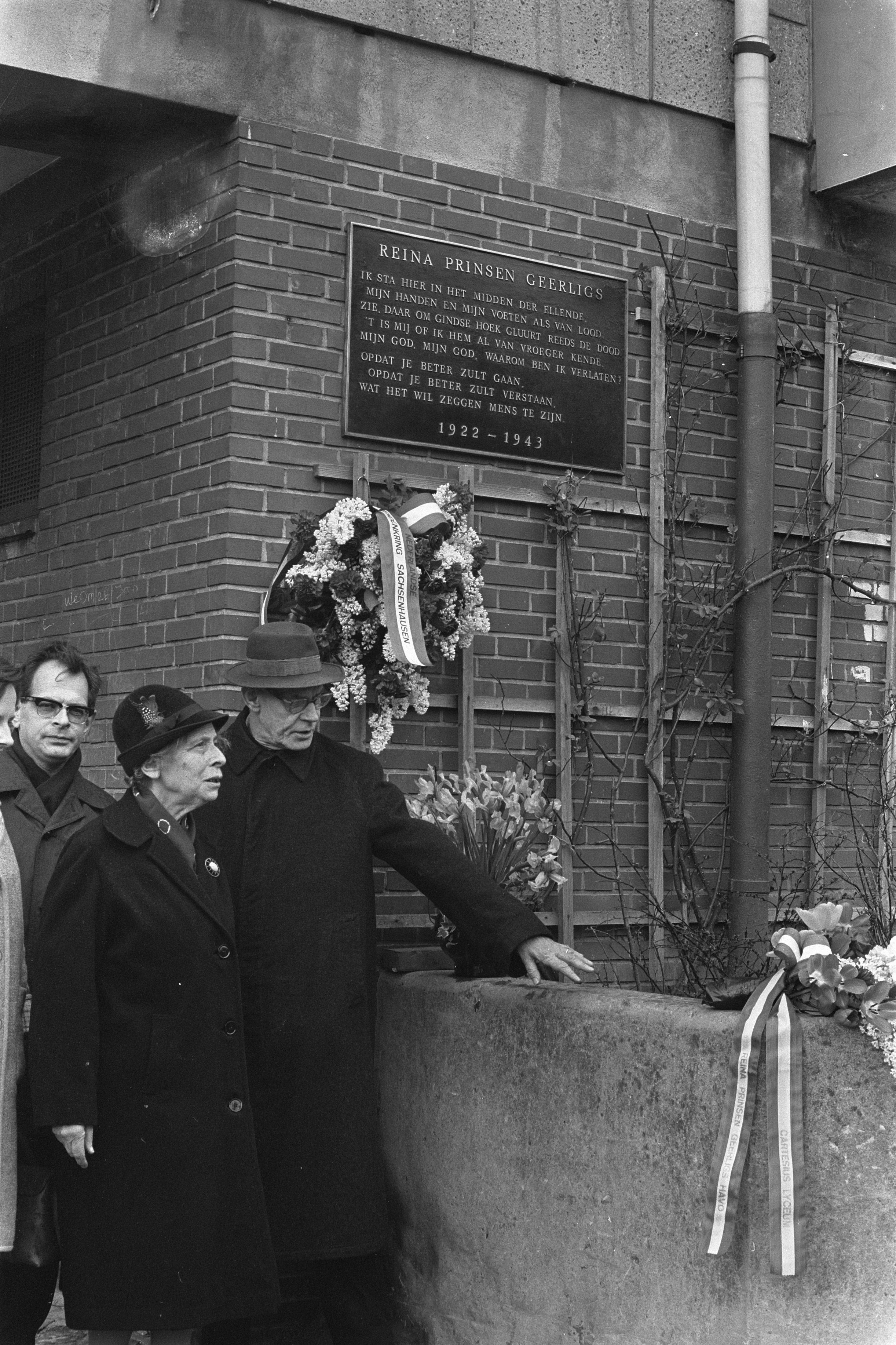
Onthulling plaquette in 1970